# Washington Luiz de Paula
Washington Luiz de Paula (* 23. Januar 1953 in Bauru, São Paulo; † 15. Februar 2010 ebenda; auch: Washington Luiz de Paulo), kurz Washington, war ein brasilianischer Fußballspieler.

## Karriere

### Verein
Von 1970, nach anderen Quellen von 1972 bis Ende 1974 stand er in Reihen des Guarani FC. Allerdings wird er in derselben Quelle ab Anfang 1974 parallel als Spieler von Corinthians São Paulo geführt. Dort soll er bis Mitte 1975 gespielt haben. Im unmittelbaren Anschluss bis Mitte 1977 war er bei EC Vitória aktiv. Es folgte eine Karrierestation bei Coritiba FC bis Mitte 1978. 1977 traf er dort zweimal bei neun Einsätzen in der Serie A. Von 1978 bis 1981 wird er als Spieler bei Associação Ferroviária de Esportes geführt. 1982 spielte er für EC Bahia. 1983 bis Mitte 1986 war Goiás EC sein Arbeitgeber. Teils parallel ist eine Kaderzugehörigkeit von Mitte 1983 bis Ende 1987 bei Clube Náutico Marcílio Dias verzeichnet. Anschließend wird für die Jahre 1987 und 1988 über ein Engagement bei Rio Branco de Andradas FC und 1988 bei Pirassununguense berichtet.

### Nationalmannschaft
1972 bestritt Washington für die brasilianische Fußballnationalmannschaft drei Spiele bei den Olympischen Sommerspielen.

### Tod
Am 15. Februar 2010 starb er an Nierenversagen.